# 水産学研究科
水産学研究科（すいさんがくけんきゅうか、英称：The Graduate School of Fisheries）は、日本の大学院の研究科のうち、水産学の高度な教育研究を行う機構の1つである。

## 概要
主に、水産学部の上位に連続した形で設置され、博士前期課程（修士課程）および博士後期課程（博士課程）あるいはそれに相当する課程で構成される。学位は、修士課程は修士（水産学）を、博士課程は博士（水産学）を修めることができ、他は、それに相当する専攻名称等に応じた学位を修める。近年は、生物分野、農業分野、そして環境分野などと融合させた研究を行う研究科も多く見受けられるようになって来ており、研究科名称は必ずしも端的に示す水産学を掲げることは少なくなって来ている。

### 水産学研究科を置く大学
- 水産大学校（省庁大学校）（1994年度～）
- 鹿児島大学（1969年度～）

### 水産学を専攻できる他の研究科名称

#### 国立
- 北海道大学院水産科学研究院・大学院水産科学院
- 東北大学大学院農学研究科 資源生物科学専攻 水圏生物生産科学講座
- 東京海洋大学大学院海洋科学技術研究科
- 東京大学大学院農学生命科学研究科水圏生物科学専攻や東京大学大気海洋研究所
- 三重大学大学院生物資源学研究科 生物圏生命科学専攻 海洋生物科学講座
- 福井大学大学院生物資源科学研究科
- 京都大学大学院農学研究科応用生物化学専攻
  - 海洋生物環境学、海洋生物増殖学、海洋分子微生物学、海洋環境微生物学、海洋生物生産利用学、海洋生物機能学の各講座
- 高知大学大学院総合人間自然科学研究科 黒潮圏総合科学専攻
- 広島大学大学院生物圏科学研究科 環境循環系制御学専攻 環境評価論講座→広島大学大学院統合生命科学研究科 統合生命科学専攻
- 長崎大学大学院水産・環境科学総合研究科（旧生産科学研究科） 水産学専攻
- 九州大学大学院農学研究院 動物資源科学専攻・海洋生物生産学専攻（海洋生物学、水産増殖学）・アクアフィールド科学専攻（アクアフィールド科学）
- 宮崎大学大学院農学研究科 水産科学専攻
- 琉球大学大学院理工学研究科 海洋自然科学専攻、海洋環境学専攻

#### 公立
- 福井県立大学大学院 生物資源学研究科 海洋生物資源学専攻

#### 私立
- 北里大学大学院 海洋生命科学研究科
- 東京農業大学大学院 生物産業学研究科 生物産業学専攻 生物資源利用学
- 東海大学大学院海洋学研究科 水産学専攻
- 日本大学大学院生物資源科学研究科 生物生産科学専攻 水圏生物生産科学分野
- 近畿大学大学院農学研究科 水産学専攻